# Ulla Haselstein
Ulla Haselstein (* 17. Januar 1958) ist eine deutsche Literaturwissenschaftlerin.

## Leben
Ulla Haselstein studierte von 1976 bis 1983 Anglistik, Germanistik, Philosophie und Geschichte an den Universitäten Konstanz (Staatsexamen 1982) und Bristol (UK) sowie an der Freien Universität Berlin. Im Juli 1988 wurde sie bei Wolfgang Iser an der Universität Konstanz mit einer Dissertation zum Thema Entziffernde Hermeneutik. Studien zum Begriff der Lektüre in der psychoanalytischen Theorie des Unbewussten „summa cum laude“ zum Dr. phil. promoviert und erhielt dafür 1989 den Dissertationspreis der Stadt Konstanz. 1996 folgte die Habilitation an der Freien Universität Berlin mit der Habilitationsschrift Poetik der Gabe. Kulturberührung im literarischen Text. Ulla Haselstein lehrte von 1996 bis 2004 als Ordinaria für Nordamerikanische Literaturgeschichte an der Ludwig-Maximilians-Universität München. 2001 war sie Gastprofessorin am English Department der University of California, Irvine.
2004 nahm sie den Ruf auf die C4-Professorin für die Literatur Nordamerikas am John-F.-Kennedy-Institut an. Sie ist Gründungsdirektorin und war bis 2017 Sprecherin der Graduate School of North American Studies an der Freien Universität Berlin – gefördert seit 2006 und zum zweiten Mal seit 2012 durch die Exzellenzinitiative des Bundes und der Länder. 2009 hatte Ulla Haselstein die Warburg-Professur der Aby-Warburg-Stiftung (Hamburg) inne.
2012 wurde sie von der Deutschen Forschungsgemeinschaft (DFG) zum Mitglied des Senats- und Bewilligungsausschusses für Sonderforschungsbereiche ernannt. 2014 erkannte ihr die VolkswagenStiftung das „Opus magnum“-Stipendium für ihr Forschungsprojekt »Gertrude Steins literarische Porträts« für zwei Jahre zu. Das Buch ist im Herbst 2019 bei der Konstanz University Press erschienen.

## Forschungsschwerpunkte
- "Contemporary Jewish Writing", International Research Group "Transnational America", gefördert durch die Humboldt-Stiftung, 2007–2009.
- "Coolness: Formen und Funktionen der Affektkontrolle in den USA", gefördert durch das interdisziplinäre Exzellenzcluster Languages of Emotion, Freie Universität Berlin, 2009–2011.
- "Gertrude Stein's Literary Portraiture".

Weitere Schwerpunkte
- Text und Bild
- Literarische Porträts
- Transkulturalität
- Diasporische Literatur
- Holocaust-Literatur
- Avantgarde
- Native American Literature
- Amerikanische Literatur des 19. und 20. Jahrhunderts

## Stipendien, Auszeichnungen, Fellowships
- 2024: Harris Visiting Professorship, Dartmouth College
- 2014: „Opus magnum“ Stipendium der VolkswagenStiftung für das Forschungsprojekt »Gertrude Steins literarische Porträts«
- 2011: DRS Award for Excellent Supervision[6]
- 2009: Warburg Forschungsprofessur, Aby-Warburg-Stiftung, Hamburg
- 2008–2009: Research Associate, University of California, Santa Cruz, History of Consciousness Program
- 2000: DFG Publikationsförderung
- 1993–1995: Reisestipendium der USIA
- 1993–1994: Fellow am Center for Cultural Studies, University of California, Santa Cruz
- 1990: DFG Publikationsförderung
- 1989: Dissertationspreis der Stadt Konstanz
- 1988: Graduiertenstipendium (GraFöG)

## Publikationen
Monographien
- Entziffernde Hermeneutik. Studien zum Begriff der Lektüre in der psychoanalytischen Theorie des Unbewussten (München: Fink – ISBN 3770527259, 1991).
- Die Gabe der Zivilisation: Kultureller Austausch und literarische Textpraxis in Amerika, 1682-1861 (München: Fink – ISBN 3770535189, 2000).
- Gertrude Steins Literarische Porträts (Konstanz: Konstanz University Press, 2019).

Sammelbände
- Zus. mit K. Milich: Lektüre der fremden Zeichen Sonderband Amerikastudien 38.2 (1993).
- Zus. mit Berndt Ostendorf und Peter Schneck: Popular Culture Sonderband Amerikastudien 46.3 (2001).
- Zus. mit Berndt Ostendorf und Peter Schneck: Iconographies of Power: The Politics and Poetics of Visual Representation (Heidelberg: Winter, 2003).
- Zus. mit Berndt Ostendorf: Cultural Transactions: 50 Years of American Studies in Germany (Heidelberg: Winter, 2005).
- Zus. mit Thomas Claviez und Sieglinde Lemke: Aesthetic Transgressions (Heidelberg: Winter, 2006).
- Zus. mit Klaus Benesch: The Power and Politics of the Aesthetic in American Culture (Heidelberg: Winter, 2007).
- Zus. mit Andrew Gross und MaryAnn Snyder-Körber: The Pathos of Authenticity: American Literary Imaginations of the Real (Heidelberg: Winter, 2010).
- Zus. mit Irmela Hijiya-Kirschnereit, Catrin Gersdorf, and Elena Giannoulis: The Cultural Career of Coolness (Lanham: Lexington Books, 2013).
- Allegorie. DFG-Symposion 2014. (Berlin / New York: De Gruyter, 2016).
- Zus. mit Frank Kelleter, Alexander Starre, Birte Wege: American Counter/ Publics. (Heidelberg: Winter, 2019).

Aufsätze (Auswahl)
- "Ökonomie der Aufmerksamkeit. Gertrude Steins Laborexperimente und ihre literarischen Folgen." Poetica, Vol. 49, No. 3/4 (2017/2018), pp. 256–284.
- "Gertrude Stein and Seriality." Blackwell Companions to Literature and Culture: A Companion to Modern United States Fiction. Ed. David Seed. Oxford: Blackwell, 2010. 229–239.
- "A New Kind of Realism: Flaubert and Stein." Comparative Literature 61.4 (2009). 388–399.
- "Double Translation: James Welch, The Heartsong of Charging Elk." Transatlantic Voices: European Interpretations of Native American Literature. Ed. Elvira Pulitano. Lincoln: Nebraska University Press, 2007. 225–248.
- "Rücksicht auf Darstellbarkeit: Jonathan Safran Foers Holocaust-Roman Everything is Illuminated." Philosophie und Literatur. Eds. Eva Horn et al. München: Fink, 2006. 193–210.
- "Gertrude Stein's Portraits of Picasso and Matisse." New Literary History 34.4 (2003). 723–743.
- "Selbstportraits im Konvexspiegel: Parmigianino und Ashbery." Manier-Manieren-Manierismus. Eds. Erika Greber, Bettine Menke. Tübingen: Narr, 2003. 41–62.